# Modello incrementale

Schema di modello di sviluppo incrementale

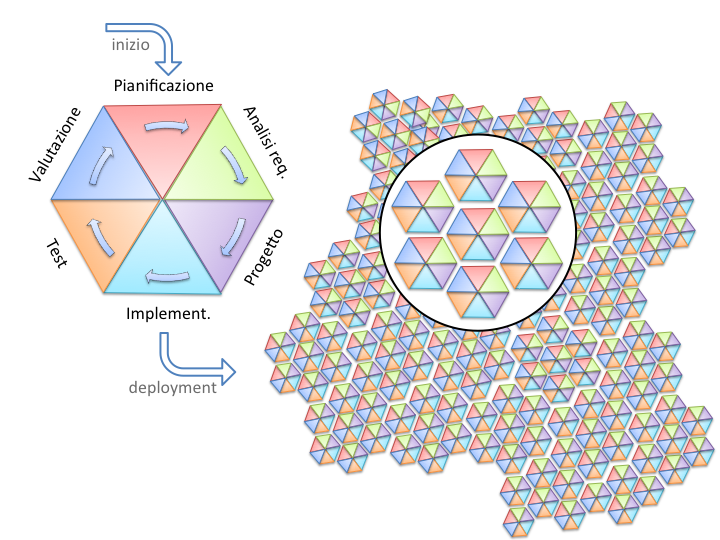
Sviluppo incrementale: visione d'insieme

Per modello incrementale si intende, nell'ambito dell'ingegneria del software, un modello di sviluppo di un progetto software basato sulla successione dei seguenti passi principali:
1. pianificazione
2. analisi dei requisiti
3. progetto
4. implementazione
5. prove
6. valutazione

Questo ciclo può essere ripetuto diverse volte, in cui ogni "incremento" riduce il rischio di fallimento e produce nuovo valore. Il ciclo viene ripetuto fino a che la valutazione del prodotto diviene soddisfacente rispetto ai requisiti previsti.
L'utilizzo del modello incrementale è consigliabile quando si ha, fin dall'inizio della progettazione, una visione abbastanza chiara dell'intero progetto, perché occorre fare in modo che la realizzazione della generica versione k risulti utile per la realizzazione della versione k+1.
Un approccio incrementale è particolarmente indicato in tutti quei casi in cui la specifica dei requisiti risulti particolarmente difficoltosa e di difficile stesura (semi)formale. L'uso di questo modello di sviluppo favorisce la creazione di prototipi, ovvero parti di applicazione funzionanti, che a loro volta favoriscono il dialogo con il cliente e la validazione dei requisiti.